# Говорова, Елена Ивановна
Елена Ивановна Говорова (род. 18 сентября 1973 года в Измаиле) — украинская легкоатлетка, которая специализировалась в прыжках в длину и тройном прыжке, призёр Олимпийских игр 2000 года. Полный кавалер ордена княгини Ольги.

## Биография
Тренером Говоровой была Татьяна Ивановна Мардашова. Бронзовую олимпийскую медаль Елена Говорова завоевала на сиднейской Олимпиаде в тройном прыжке. Её лучший результат в этой дисциплине 14 м 96 см. В целом она принимала участие в трёх Олимпиадах.
В 1997 году Говорова была третьей в тройном прыжке на чемпионате мира по лёгкой атлетике, дважды, в 1997 и 1999 годах, выигрывала тройной прыжок на Универсиадах.
Елена Говорова была частым гостем телеканала «Мегаспорт», где она комментировала соревнования по лёгкой атлетике. Во время пекинской Олимпиады она вместе с Романом Вирастюком вела на канале программу, в которой подводились итоги спортивного дня.
Во время Олимпиады в Лондоне в 2012 году вместе с Савиком Шустером вела «Олимпийские страсти» на Первом национальном телеканале.
Советник руководителя Офиса Президента по вопросам спорта.
В 2020 году избрана депутатом Киевского городского совета от партии «Слуга народа».
16 февраля 2021 года назначена на должность заместителя председателя Киевской городской государственной администрации по осуществлению самоуправляющихся полномочий.